# Marjorie Clark

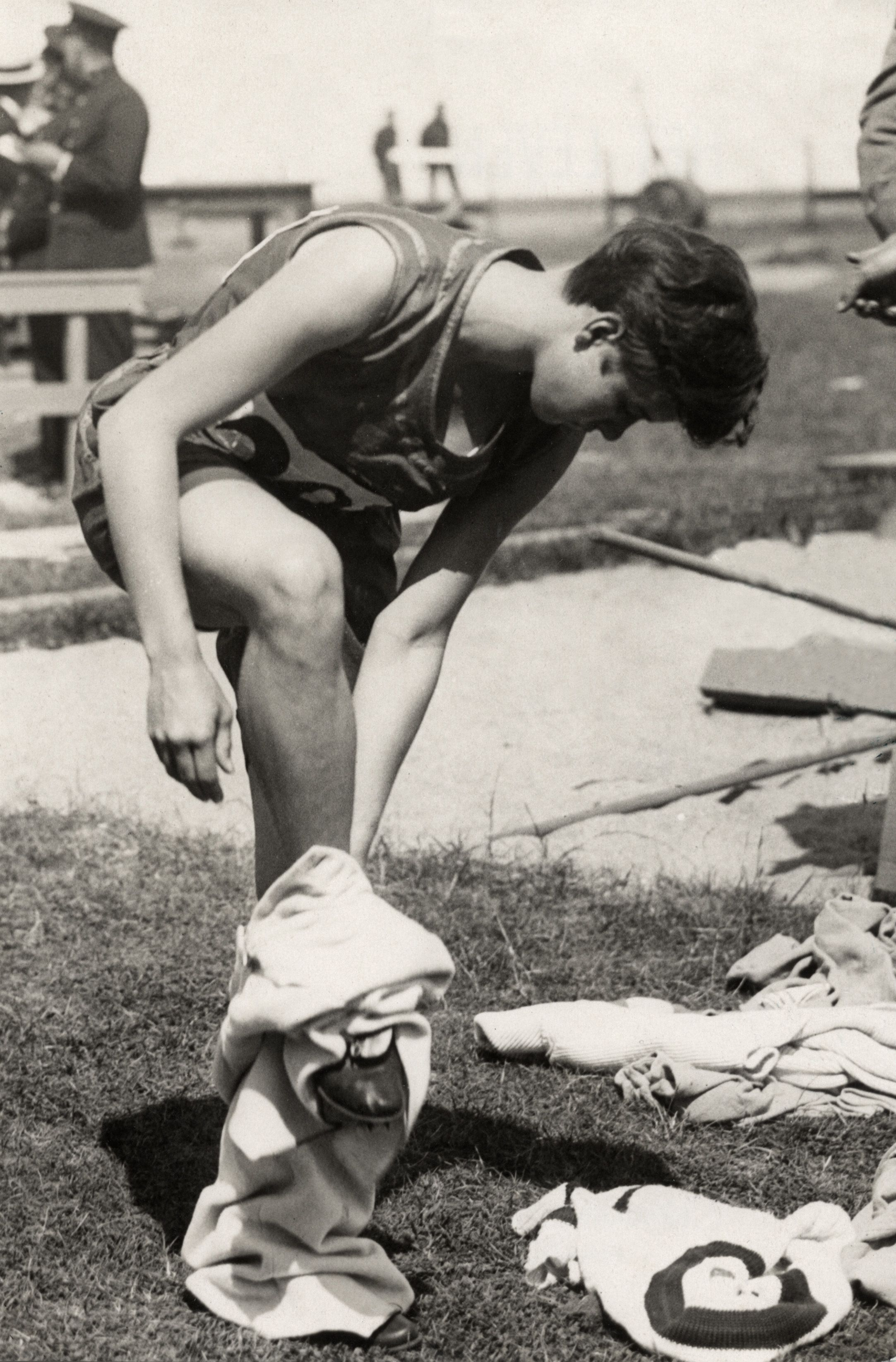
Marjorie Clark (1928)

Marjorie Clark (* 6. November 1909 in Bulwer, Kolonie Natal; † 15. Juni 1993 in Pietermaritzburg) war eine südafrikanische Hürdenläuferin, Sprinterin und Hochspringerin. Sie war die erste südafrikanische Leichtathletin, die eine olympische Medaille gewann.
Beim Debüt der Olympischen Frauenwettbewerbe 1928 in Amsterdam wurde sie mit 1,48 m Sechste im Hochsprung und erreichte über 100 m das Halbfinale.
Am 24. Mai 1930 stellte sie in Pietermaritzburg mit 12,2 s einen Weltrekord über 80 m Hürden auf, den sie an selber Stelle am 2. April 1931 auf 11,8 s verbesserte.
Bei der olympischen Premiere des 80-Meter-Hürdenlaufs 1932 in Los Angeles gewann sie in 11,8 s Bronze hinter den beiden US-Amerikanerinnen Mildred Didrikson (Gold) und Evelyne Hall (Silber). Im Hochsprung wurde sie Fünfte mit 1,58 m, und über 100 m schied sie im Vorlauf aus.
1934 siegte sie bei den British Empire Games in London über 80 m Hürden in 11,8 s vor der Kanadierin Elizabeth Taylor (Silber) und der Engländerin Elsie Green (Bronze). Ebenfalls Gold gewann sie bei derselben Veranstaltung im Hochsprung mit 1,60 m vor den beiden Kanadierinnen Eva Dawes (Silber) und Margaret Bell (Bronze).
1928 wurde sie Englische Meisterin über 100 Yards Hürden und im Hochsprung.

## Persönliche Bestleistungen
- 100 m: 12,5 s, 1. August 1932, Los Angeles
- 80 m Hürden: 11,8 s, 2. April 1931, Pietermaritzburg
- Hochsprung: 1,606 m, 17. Dezember 1934, Ladysmith